# Aegus dilaticollis
Aegus dilaticollis es una especie de coleóptero de la familia Lucanidae.

## Distribución geográfica
Habita en Malaya, Borneo, Sumatra (Indonesia).